# Sabina Kotlarek-Haus
Sabina Kotlarek-Haus (ur. 27 lipca 1928 w Wielichowie, zm. 10 listopada 2009 we Wrocławiu) – polska lekarz hematolog i internista, wieloletni pracownik naukowy Akademii Medycznej we Wrocławiu.

## Życiorys
W 1953 ukończyła studia na Wydziale Lekarskim Akademii Medycznej we Wrocławiu i z tą uczelnią związała swą zawodową działalność. W latach 1954–1969 pracowała w III Klinice Chorób Wewnętrznych pod kierunkiem Edwarda Szczeklika. Zorganizowała i kierowała Katedrą i Kliniki Hematologii i Chorób Rozrostowych od początku istnienia jej istnienia, tj. od 1970, do czasu przejścia na emeryturę w 1998. Utworzyła Ośrodek Badawczo-Naukowy w Polanicy-Zdroju. Była konsultantem regionalnym z zakresu chorób wewnętrznych i hematologii. Współpracowała z ośrodkami naukowymi w kraju i za granicą, m.in. w Dreźnie, Lyonie i Cardiff.
Była promotorem 17 prac doktorskich i 7 przewodów habilitacyjnych, recenzentem 30 doktoratów, 15 habilitacji i 15 wniosków do tytułu profesora. Specjalizowała się w chorobach wewnętrznych i hematologii. Jej zainteresowania naukowe dotyczyły optymalizacji nowoczesnej diagnostyki i leczenia chorób nowotworowych krwi i układu chłonnego. Była członkiem honorowym Towarzystwa Internistów Polskich, Polskiego Towarzystwa Hematologów i Transfuzjologów oraz Wrocławskiego Towarzystwa Naukowego.
Zmarła we Wrocławiu. Została pochowana 17 listopada na Cmentarzu Grabiszyńskim.
Była żoną prof. Bera Hausa (1920-2011), ekonomisty, z którym miała dwie córki: Mirosławę, informatyka, i Olgę, lekarza genetyka.

## Wybrane publikacje
Opublikowała 420 prac naukowych oraz 12 rozdziałów w 7 monografiach, w tym m.in.:
- 1974: Wpływ czynników szkodliwych na stan zdrowia pracowników elektrowni "Turów". Zbiór prac
- 1980: Stan zdrowia ludności mieszkającej na obszarze oddziaływania dużej elektrowni cieplnej

Zredagowała:
- 1996: Hematologia
- 1994: Hematologia dla specjalizujących się w chorobach wewnętrznych
- 1991: Postępy w hematologii
- 1989: Transfuzjologia. Skrypt dla studentów medycyny
- 1982: Hematologia. Skrypt dla studentów V roku Wydziału Lekarskiego
- 1982: Instytut Chorób Wewnętrznych. 1970-1980
- 1981: Niedokrwistość jako objaw i choroba

## Odznaczenia
- Krzyż Kawalerski Orderu Odrodzenia Polski
- Złoty Krzyż Zasługi
- Odznaka 1000-lecia Państwa Polskiego
- Odznaka Budowniczego Wrocławia
- Odznaka „Za wzorową pracę w służbie zdrowia”
- Odznaka Honorowa Polskiego Czerwonego Krzyża
- Medal „Gloria Medicinae”